# Cladoxylopsida
Die Cladoxylopsida sind eine ausgestorbene Pflanzengruppe, die nahe der Basis der Farne steht.

## Merkmale
Das Gefäßsystem besteht aus einer variablen Anzahl von Segmenten (Platten) aus primärem Xylem und radial verlängerten Rippen aus primärem Xylem. Die Position der Protoxylem-Stränge ist variabel, meist jedoch am Ende der Xylemplatten. Diese Anordnung wurde ursprünglich auch als Polystele bezeichnet, wird heute aber als nicht mehr korrekt angesehen. Die nur bei den Cladoxylopsida vorkommende Gefäßsystem-Struktur könnte sich aus einer Aktinostele entwickelt haben. Die Lage der kleinen Protoxylem-Elemente ähnelt Strukturen in einigen anderen Gruppen früher farnähnlicher Pflanzen, deren Strukturen als periphere Schlaufen bezeichnet wird. Von einigen Fossilien ist auch sekundäres Xylem bekannt.
Die Größe von Seitenzweigen weist darauf hin, dass zumindest einige Vertreter große Pflanzen waren.
In der Rinde befinden sich Nester aus Sklereiden.

## Systematik
Taylor, Taylor und Krings stellen zwei Ordnungen in die Klasse Cladoxylopsida:
- Pseudosporochnales
- Iridopteridales

Die frühesten Vertreter stammen aus dem Mitteldevon, einige Arten reichen bis in das Mississippium (Tournaisium). Man nimmt an, dass sich die Cladoxylopsida aus den Trimerophytophyta entwickelt haben. Sie dürften keine direkten Vorläufer der ihnen nachfolgenden Pflanzengruppen sein.
Die Gruppe selbst wird als paraphyletisch angesehen.
Aufgrund der wenigen markanten Merkmale und der unvollständigen Fossilien ist die systematische Stellung der Cladoxylopsida recht unklar. Einer Hypothese nach bilden sie mit den Farnen und Sphenophyta eine monophyletische Gruppe, die Moniliformopses. Einer zweiten Hypothese nach bilden sie eine Gruppe mit den Rhacophytales und Zygopteridales. Eine dritte stellt sie innerhalb der Sphenophyta, eine vierte sieht sie nahe bei den Echten Farnen.

## Belege
- Thomas N. Taylor, Edith L. Taylor, Michael Krings: Paleobotany. The Biology and Evolution of Fossil Plants. Second Edition, Academic Press 2009, ISBN 978-0-12-373972-8, S. 387–401.